# Utrka na 3500 m u brzom hodanju na Olimpijskim igrama
Osvajači olimpijskih medalja u atletici za muškarce u disciplini 3500 m brzo hodanje, koja se našla u programu Igara samo jedanput i to u Londonu 1908. godine, prikazani su u sljedećoj tablici:
| Olimpijske igre | Zlato               | Zlato   | Srebro            | Srebro  | Bronca                    | Bronca  |
| London 1908.    | George Larner (VBR) | 14:55.0 | Ernest Webb (VBR) | 15:07.4 | Harry Kerr (Australazija) | 15:43.4 |